# Qualificazioni al campionato mondiale femminile di calcio 2011 - UEFA - Fase a gironi, gruppo 4
Il gruppo 4 della sezione UEFA della qualificazioni al campionato mondiale femminile di calcio 2011 è composto da cinque squadre: Bosnia ed Erzegovina, Polonia, Romania, Ucraina e Ungheria.

## Formula
Le cinque squadre si affrontano in un girone all'italiana con partite di andata e ritorno, per un totale di 8 partite. La squadra prima classificata si qualifica direttamente alla fase finale del torneo, mentre la seconda classificata accede ai play-off qualificazione solamente se è tra le prime quattro tra le seconde classificate dei sette gruppi di qualificazione.
In caso di parità di punti tra due o più squadre di uno stesso gruppo, le posizioni in classifica vengono determinate prendendo in considerazione, nell'ordine, i seguenti criteri:
1. maggiore numero di punti negli scontri diretti tra le squadre interessate (classifica avulsa);
2. migliore differenza reti negli scontri diretti tra le squadre interessate (classifica avulsa);
3. maggiore numero di reti segnate negli scontri diretti tra le squadre interessate (classifica avulsa);
4. maggiore numero di reti segnate in trasferta negli scontri diretti tra le squadre interessate (classifica avulsa), valido solo per il turno di qualificazione a gironi;
5. se, dopo aver applicato i criteri dall'1 al 4, ci sono squadre ancora in parità di punti, i criteri dall'1 al 4 si riapplicano alle sole squadre in questione. Se continua a persistere la parità, si procede con i criteri dal 6 all'11;
6. migliore differenza reti;
7. maggiore numero di reti segnate;
8. maggiore numero di reti segnate in trasferta (valido solo per il turno di qualificazione a gironi);
9. tiri di rigore se le due squadre sono a parità di punti al termine dell'ultima giornata (valido solo per il turno preliminare e solo per decidere la qualificazione al turno successivo);
10. classifica del fair play (cartellino rosso = 3 punti, cartellino giallo = 1 punto, espulsione per doppia ammonizione = 3 punti);
11. posizione del ranking UEFA o sorteggio.

## Classifica finale
| Pos | Squadra              | Pt | G | V | N | P | GF | GS | DR  |
| --- | -------------------- | -- | - | - | - | - | -- | -- | --- |
| 1.  | Ucraina              | 17 | 8 | 5 | 2 | 1 | 24 | 9  | +15 |
| 2.  | Polonia              | 16 | 8 | 5 | 1 | 2 | 18 | 9  | +9  |
| 3.  | Ungheria             | 15 | 8 | 4 | 3 | 1 | 15 | 10 | +5  |
| 4.  | Romania              | 8  | 8 | 2 | 2 | 4 | 14 | 13 | +1  |
| 5.  | Bosnia ed Erzegovina | 0  | 8 | 0 | 0 | 8 | 0  | 30 | -30 |

## Risultati
| Arbitro: | Sabine Bonnin |

|                                |           |           |
| Winczo 7’, 30’, 55’ Leśnik 38’ | Marcatori | 83’ Pekur |

| Arbitro: | Paloma Quintero Siles |

|  |           |                       |
|  | Marcatori | 77’ Pádár 84’ Krenács |

| Arbitro: | Marina Mamayeva |

|                                          |           |  |
| Pavel 37’ (rig.) Dușa 42’, 45’ Spânu 65’ | Marcatori |  |

| Arbitro: | Anja Kunick |

|                                               |           |                       |
| Méry 34’ Tóth 67’ Pádár 87’ Vágó 90+2’ (rig.) | Marcatori | 25’ Żyła 52’ Pożerska |

| Arbitro: | Petra Chudá |

|                        |           |  |
| Winczo 19’ Żelazko 71’ | Marcatori |  |

| Arbitro: | Betina Norman |

|                                                                        |           |  |
| Pekur 9’, 43’ Apanaščenko 13’, 42’ Djatel 36’ Chodyrjeva 41’ Čorna 48’ | Marcatori |  |

| Arbitro: | Morag Pirie |

|          |           |          |
| Méry 82’ | Marcatori | 68’ Dușa |

| Arbitro: | Knarik Grigoryan |

|  |           |                                                 |
|  | Marcatori | 24’ Stobba 47’ Żyła 55’ Tarczyńska 70’ Pożerska |

| Arbitro: | Christina Westrum Pedersen |

|             |           |           |
| Jakabfi 16’ | Marcatori | 63’ Čorna |

| Arbitro: | Ginta Pece |

|  |           |                                                 |
|  | Marcatori | 25’ Vătafu 50’ Dușa 65’ Rus 66’ Laiu 77’ Sarghe |

| Arbitro: | Esther Staubli |

|          |           |                                     |
| Laiu 39’ | Marcatori | 13’, 63’, 82’ Winczo 29’ Tarczyńska |

| Arbitro: | Hilal Tuba Tosun Ayer |

|                   |           |  |
| Vágó 9’ Pádár 37’ | Marcatori |  |

| Arbitro: | Sandra Braz Bastos |

|                                                 |           |                  |
| Apanaščenko 6’, 36’ Chodyrjeva 81’ Bojčenko 85’ | Marcatori | 38’, 71’ Jakabfi |

| Arbitro: | Zuzana Kováčová |

|  |           |                                                   |
|  | Marcatori | 11’, 57’ Apanaščenko 23’ Djatel 73’, 77’ Bojčenko |

| Kielce 19 giugno 2010, ore 18:15 UTC+2 | Polonia         | 0 – 0 referto | Ungheria | Arena Kielc\| Arbitro: \| Kirsi Heikkinen \| |
| Arbitro:                               | Kirsi Heikkinen |               |          |                                              |

| Mogoșoaia 23 giugno 2010, ore 18:00 UTC+3 | Romania             | 0 – 0 referto | Ucraina | Stadionul Mogoșoaia\| Arbitro: \| Silvia Tea Spinelli \| |
| Arbitro:                                  | Silvia Tea Spinelli |               |         |                                                          |

| Arbitro: | Florence Guillemin |

|              |           |  |
| Pożerska 74’ | Marcatori |  |

| Arbitro: | Tanja Schett |

|                                   |           |          |
| Apanaščenko 24’, 66’ Bojčenko 49’ | Marcatori | 56’ Dușa |

| Arbitro: | Sofia Karagiorgi |

|                    |           |                                |
| Spânu 38’ Olar 48’ | Marcatori | 15’, 34’, 90+1’ (rig.) Jakabfi |

| Arbitro: | Bibiana Steinhaus |

|                                   |           |                |
| Bojčenko 61’ Apanaščenko 67’, 72’ | Marcatori | 18’ Tarczyńska |

## Statistiche

### Classifica marcatrici
10 reti
- Daryna Apanaščenko

7 reti
- Agnieszka Winczo

6 reti
- Zsanett Jakabfi (1 rig.)

5 reti
- Cosmina Dușa
- Ol'ha Bojčenko

3 reti
- Agata Tarczyńska
- Patrycja Pożerska

- Ljudmila Pekur
- Anita Pádár

2 reti
- Ewa Żyła
- Andreea Laiu
- Florentina Spânu

- Olena Chodyrjeva
- Tetjana Čorna
- Vira Djatel

- Rita Méry
- Fanny Vágó (1 rig.)

1 rete
- Donata Leśnik
- Marta Stobba
- Corina Olar
- Elena Pavel (1 rig.)

- Laura Rus
- Raluca Sarghe
- Ștefania Vătafu

- Gabriella Tóth
- Lilla Krenács
- Anna Żelazko